# Abundantia
Abundantia was de godin van de Overvloed (cf. Ubertas), bijna identiek aan een personificatie van een van de karaktertrekken van de godin Ceres.
Zij werd inzonderheid op munten als een jonge maagd, met bloemen bekranst, afgebeeld, in de linkerhand een korenschoof houdende, waarvan ze de inhoud langzamerhand op de aarde uitstrooit; in de rechterhand een hoorn des overvloeds vol bloemen en vruchten, welks opening naar beneden gekeerd is. De Romeinse keizerinnen lieten zich graag onder deze schone godengestalte afbeelden.